# Sousoší Husovy pravdy
Sousoší Husovy pravdy je sousoší – skupina pískovcových skulptur v Bělotíně v okrese Přerov v Olomouckém kraji na Moravě v nížině Oderská brána.

## Historie a popis díla
Sousoší Husovy pravdy vytvořil český akademický sochař Michal Moravec ve spolupráci se svými žáky ze Střední průmyslové školy kamenické a sochařské na přístupové cestě k místní základní škole v roce 2016 a 2017. Dílo, které ztvárňuje pravdy mistra Jana Husa (cca 1370–1415) alegoricky jako muže a ženy, vzniklo na objednávku obce a je vytvořeno z hořického pískovce. Na návrh místních učitelů byl zbořen 35 let starý cihlový plot dělící areál školy od fary. Jeho betonový základ se stal posezením pro děti a místem pro umístění soch „Husovy pravdy“. Prakticky také došlo k propojení duchovního místa (fary) s místem vzdělanosti (škola).

### Názvy soch
Sochy (celkem 11 ks) mají názvy:
- Pravda (2016)
- Láska (2016)
- Čistota (2016)
- Pokora (2016)
- Důstojnost (2016)
- Víra (2016)
- Radost (2016)
- Úcta (2016)
- Odpuštění (2017)
- Svoboda (2017)
- Odvaha (2017)

## Další informace
Dílo je celoročně volně přístupné.

## Galerie

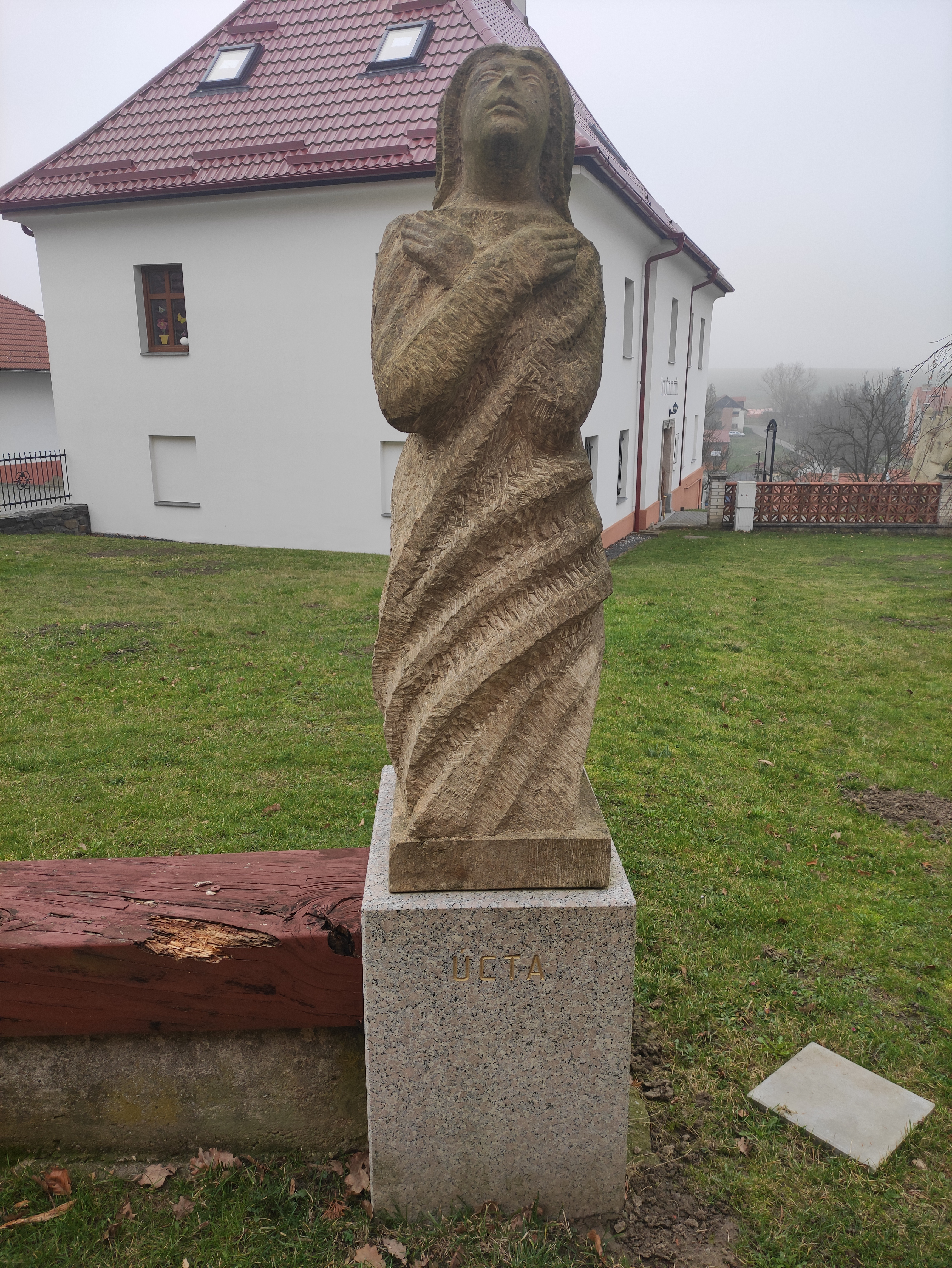
Úcta
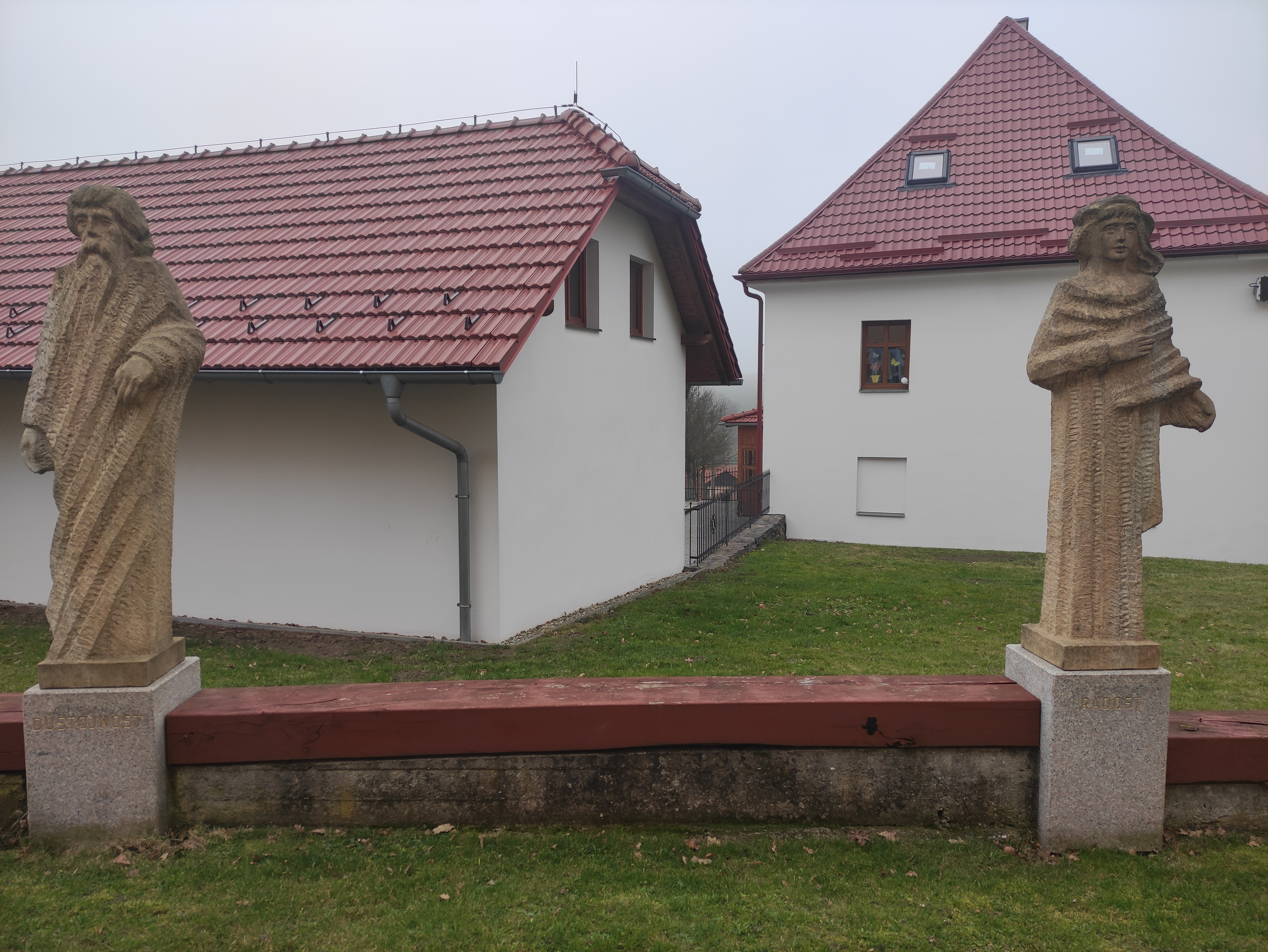
Důstojnost a Radost
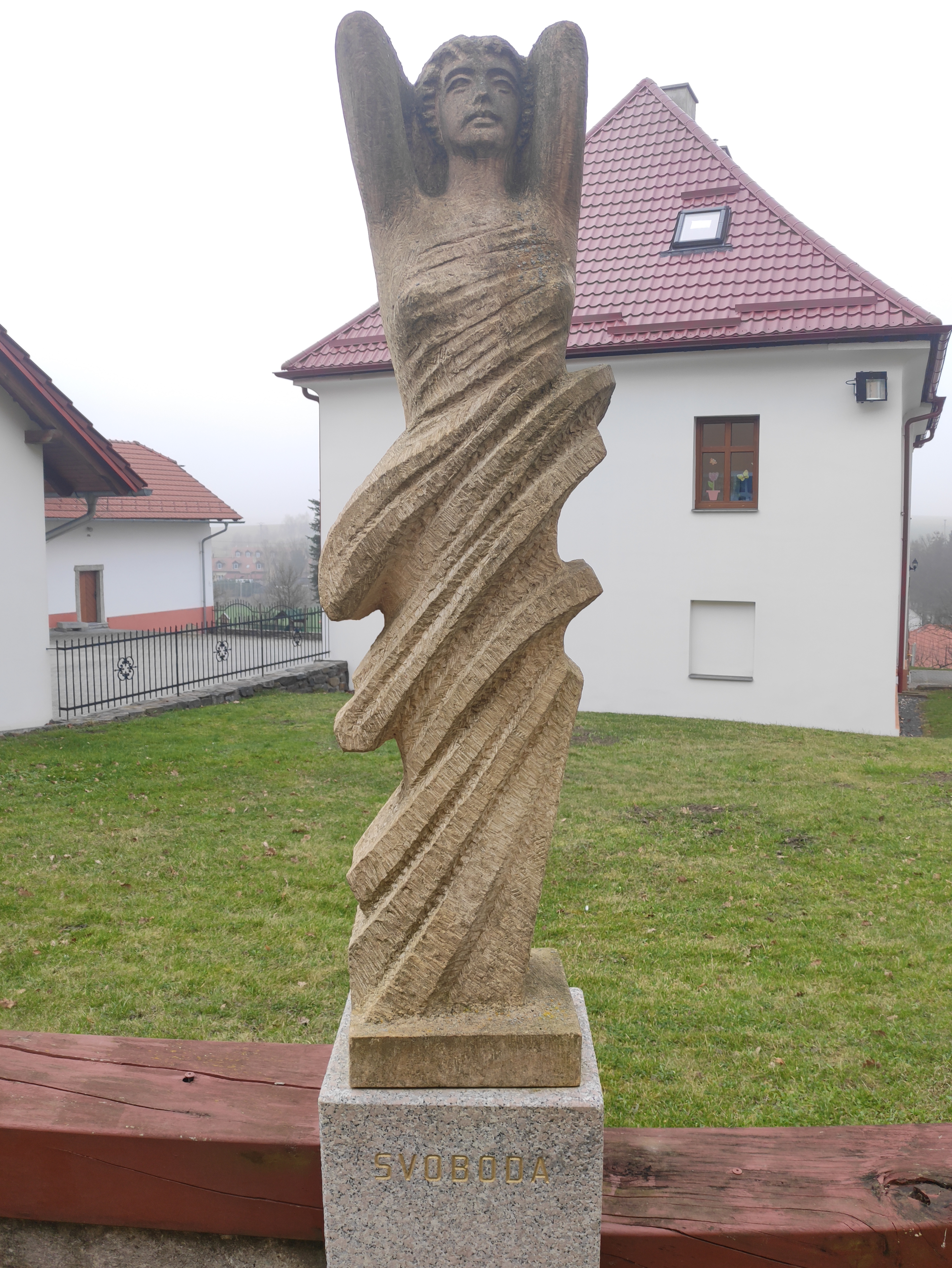
Svoboda
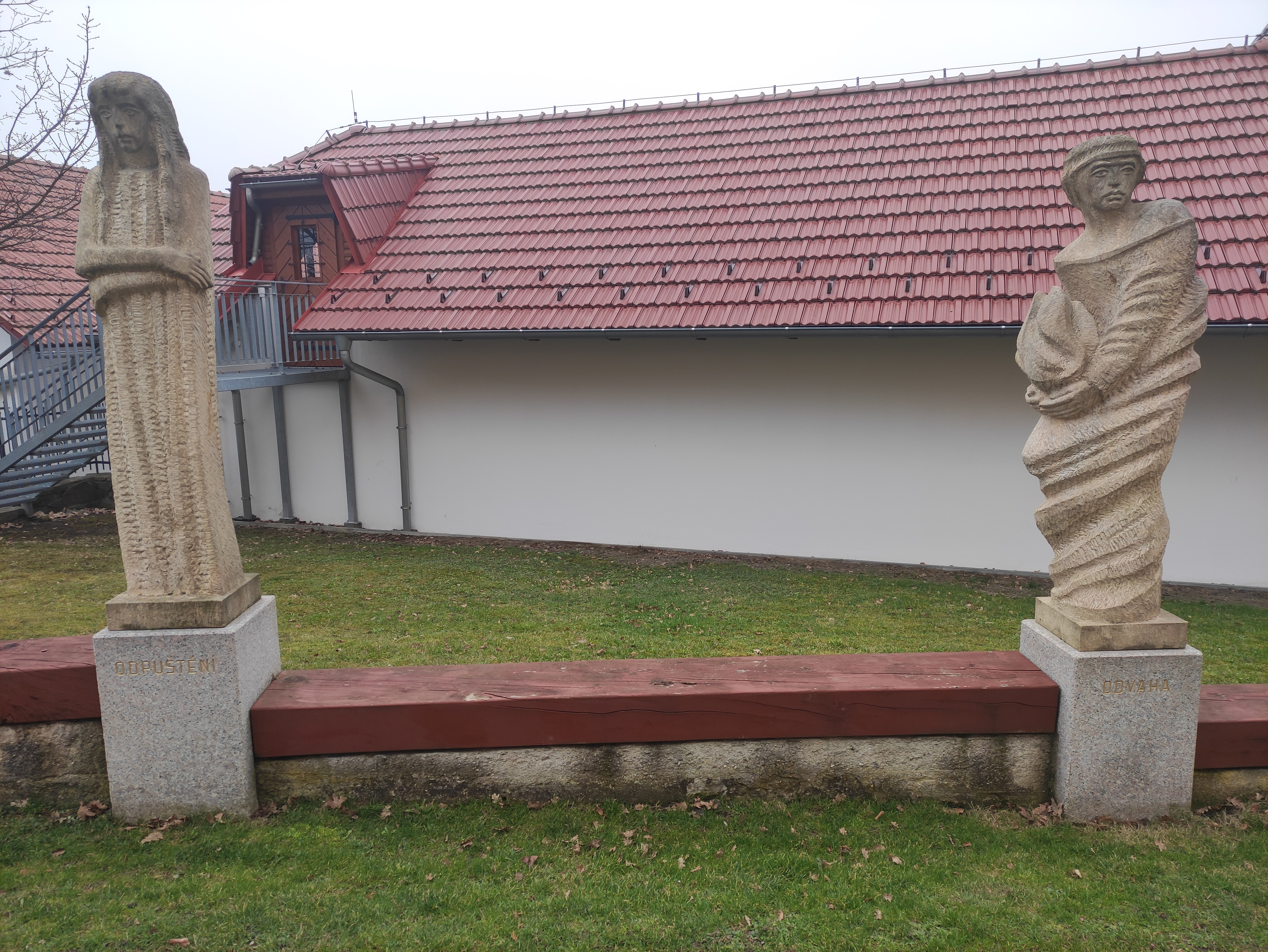
Odpuštění a Odvaha
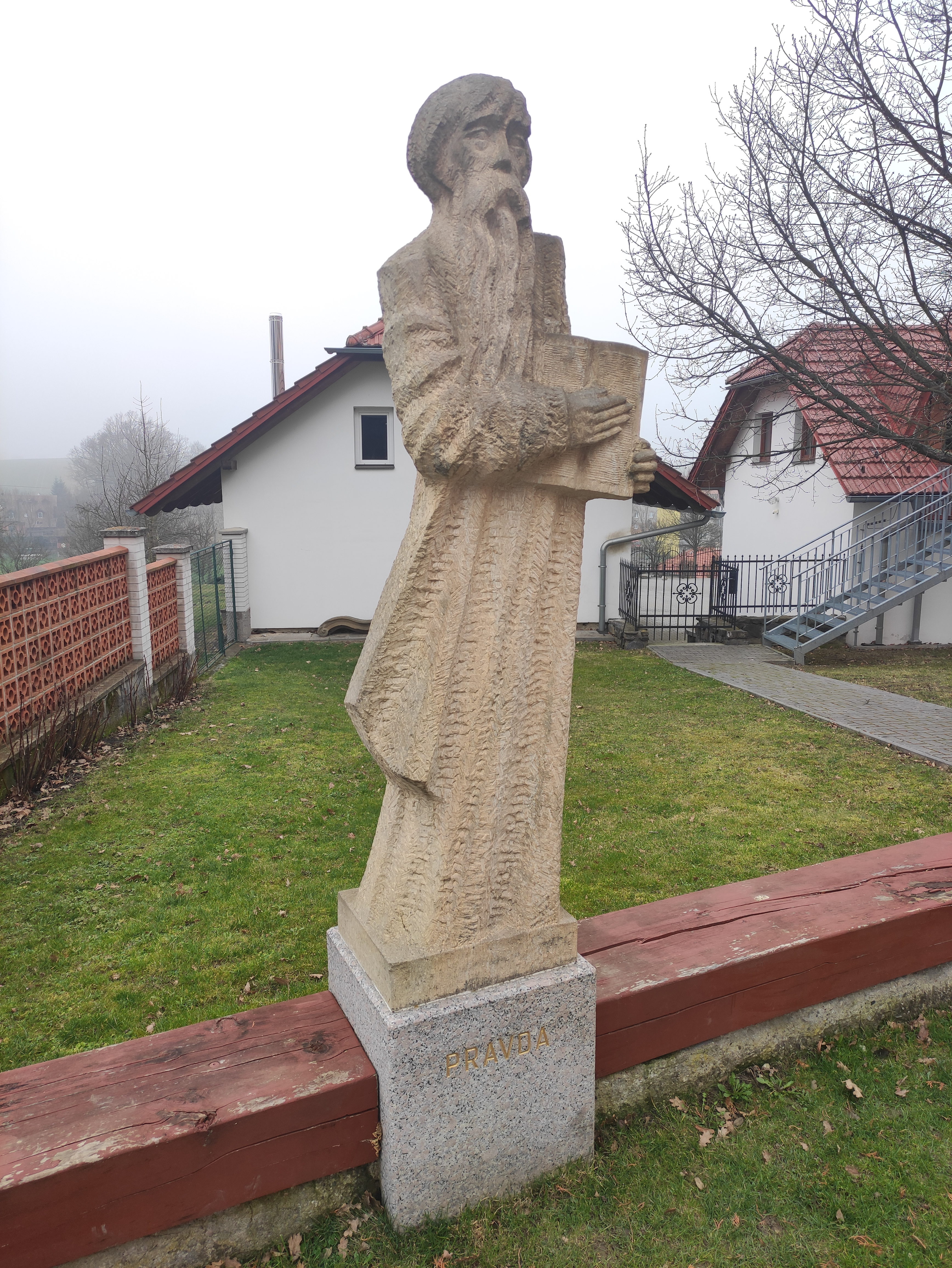
Pravda
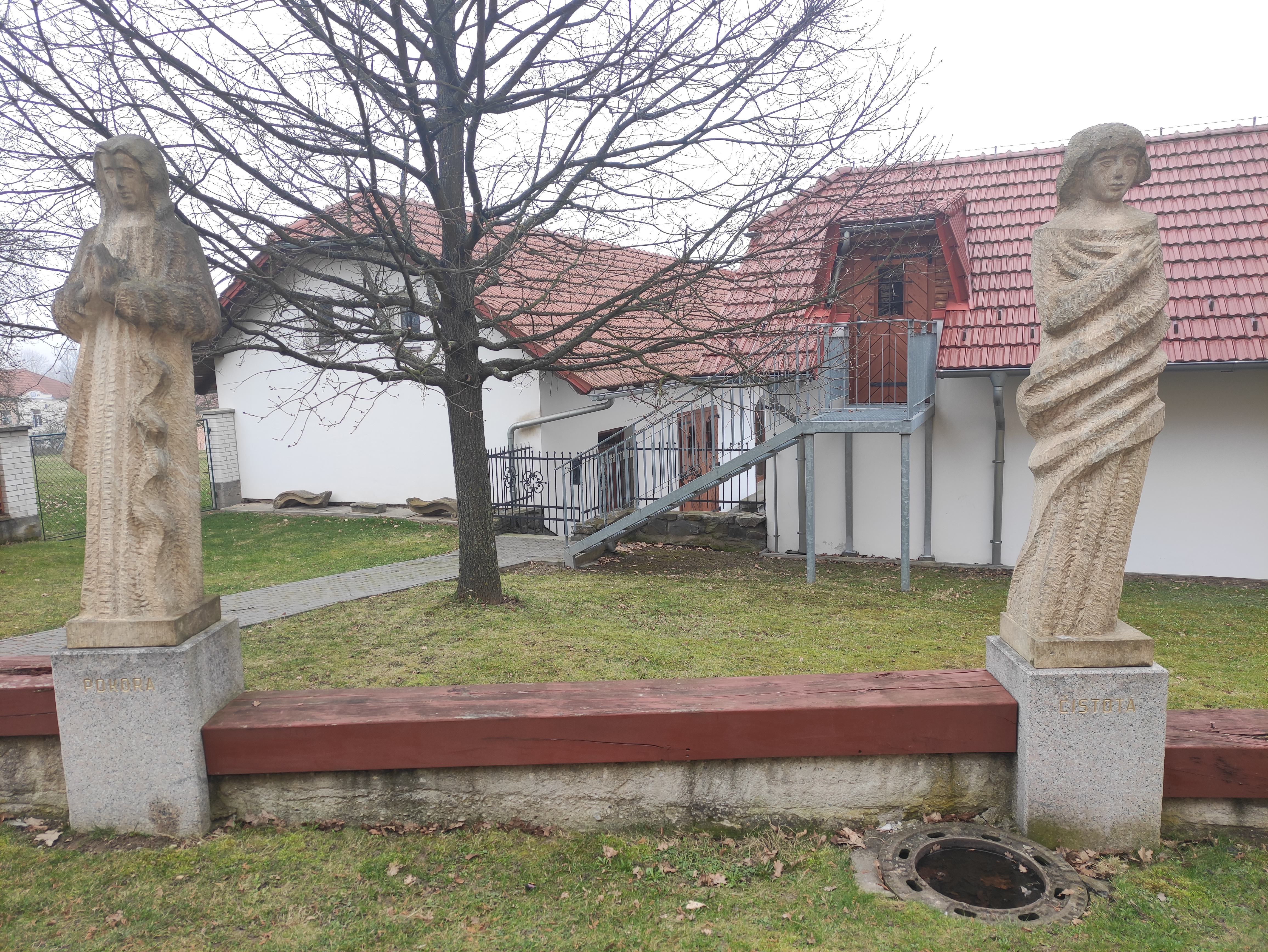
Pokora a Čistota
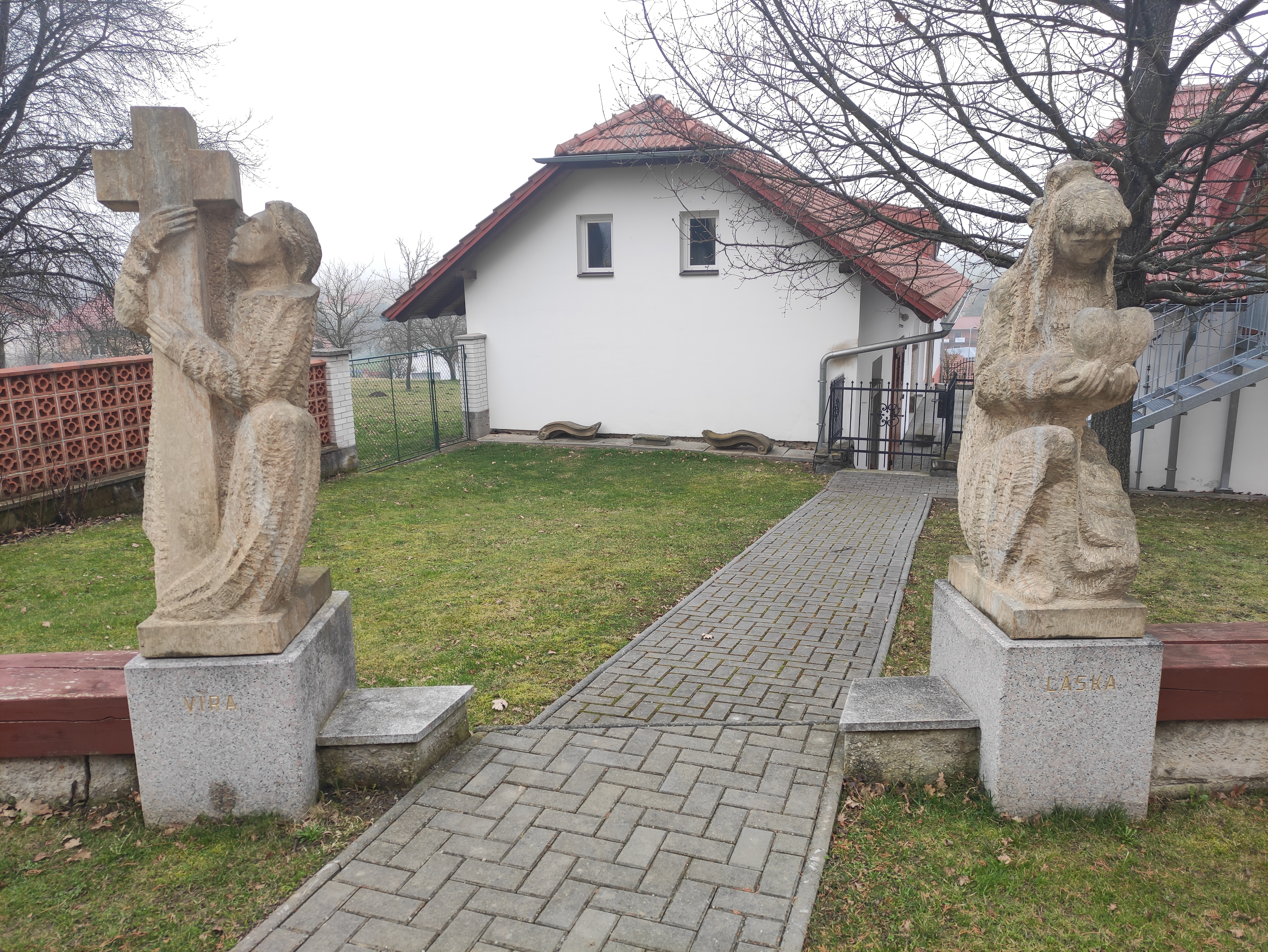
Víra a Láska